# ポール死亡説

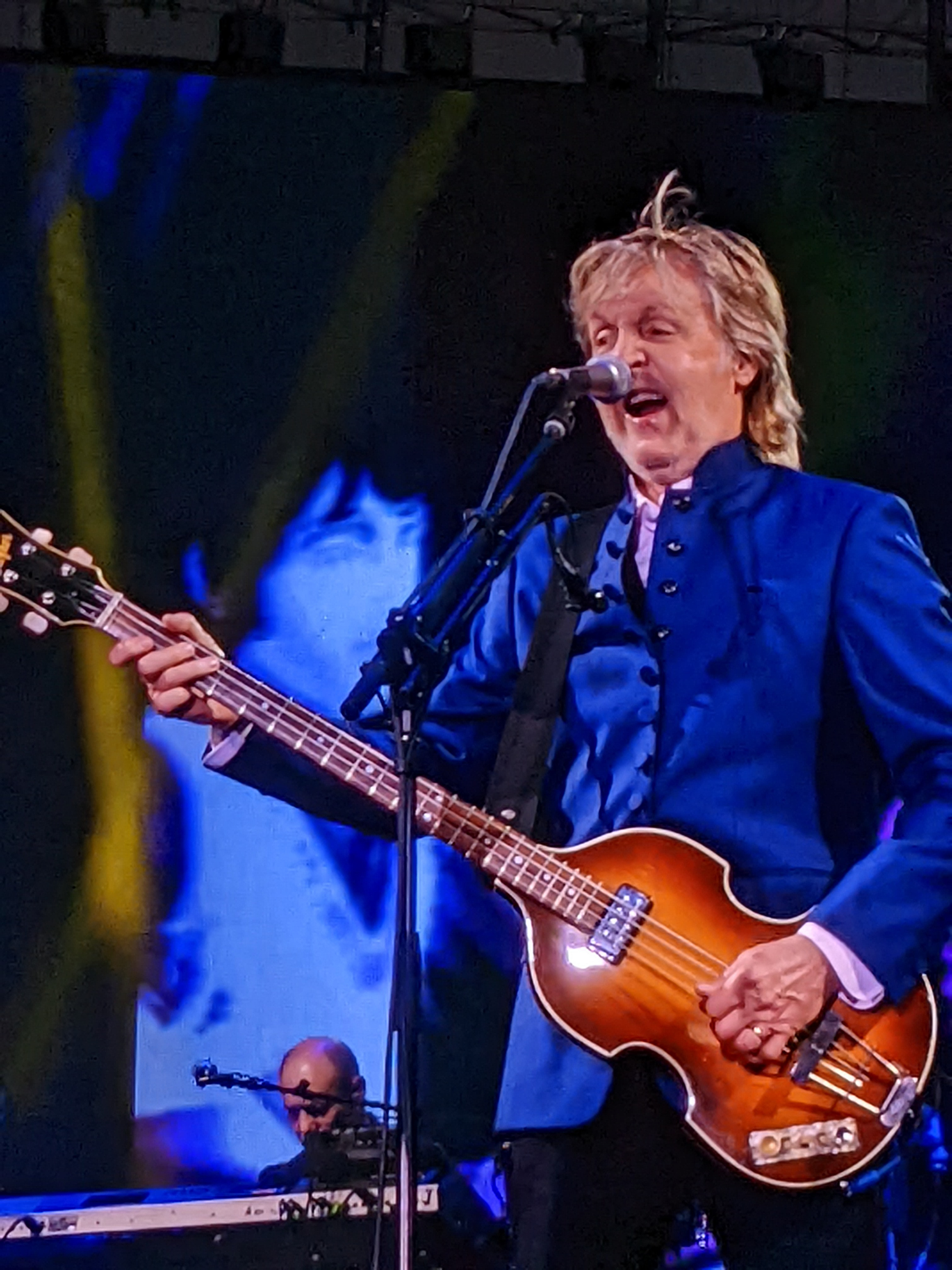
GotBackツアーでのマッカートニー（2022年）

ポール死亡説（ポールしぼうせつ、英語: Paul is dead）は、イギリスのロックバンド、ビートルズのポール・マッカートニーは1966年に死亡しており、ひそかに別人と入れ替わっているという都市伝説である。
1969年9月、アメリカの大学生がビートルズの楽曲中の歌詞やアルバムカバーに、ポール・マッカートニーが死んでいる(Paul is dead)ことを示す証拠が発見されたと主張する新聞記事を執筆した。熱狂的な証拠探しが広く行われ、数週間のうちにこの噂は国際的な現象となった。1969年11月の『ライフ』誌にマッカートニー本人の取材記事が掲載された以降は勢いも衰えたが、その後ポップカルチャーにおいて時折この伝説に言及した作品がみられるようになった。

## 発端
自動車事故でマッカートニーが死んだという噂は、1967年1月に彼の車を巻き込んだ交通事故が起こって以降、ロンドンで流布されていた。この噂自体はファンジンである「ザ・ビートルズ・ブック」の1967年2月号で扱われ、反論されているが、これが1969年の噂と関連があるかはわかっていない。アルバム『アビイ・ロード』を出した直後の1969年の秋、ビートルズは解散に向けた動きの最中にあった。当時のマッカートニーは公の場での仕事が少なく、来たるべきソロ活動を見据えてスコットランドで新妻であるリンダとの隠遁生活を過ごしていた。
1969年9月17日に「ビートルズの一人ポール・マッカートニーは死んでいる？」と題した記事が、アイオワ州ドレイク大学の学生新聞に掲載される。この記事では、キャンパスにマッカートニーが死んだという噂が出回っている、という表現がされていた。この時点で噂にはビートルズの直近のアルバムからの無数の手がかりが含まれていた。例えばホワイトアルバムの曲「レボリューション9」がレコードを逆回転させると「 "turn me on, dead man" 」と聞こえる、といったものである。早くも10月11日に配信されたニュースの中で、ビートルズの広報だったデレク・テイラーはこの噂について反応を示している。「最近ポールが死んだという知らせについて山のような問い合わせを受けている。もちろんその手の質問は今年に限ったことではないけれど、ここ数週間は昼夜を問わず家や事務所でも聞かれるんだ。アメリカのディスクジョッキーとかそんな人たちからも僕に電話がかかってきたりしている」。

## 噂の成長
1969年10月12日、ミシガン州デトロイトのラジオ局WKNR-FMに電話をかけてきた人間が、ディスクジョッキーのラス・ギブにこの噂とその手がかりの話をしている。そしてギブとそのほかの電話主たちは、1時間かけて本番中にこの話題で議論を戦わせ、番組の2日後には「ミシガン・デイリー」紙がミシガン大学の学生フレッド・レイバーによる風刺的な『アビイ・ロード』のレビューを掲載した。その見出しも「マッカートニー死す。新たな証拠が明るみに」というものだった。この記事では、ビートルズのアルバムカバーにおける様々な「手がかり」がマッカートニーの死につながるものと認定されており、発売されたばかりの『アビイ・ロード』のレコードからも新たな手がかりは発見されていた。こうして大量の手がかりを考案したレイバーだったが、全米の新聞にこの話が取りあげられることは予想していなかった
。さらにWKNR-FMはこの問題に関する2時間の特別番組「The Beatle Plot」を組み、噂を加速させた。特番は1969年10月19日に放送された（その後デトロイトのラジオ局で数年にわたって放送されている）。
1969年10月21日の早朝に、ニューヨークのラジオ局WABCのディスクジョッキーであるロビー・ヤングは、番組の進行上やむを得ず中断するまで1時間かけてこの噂について議論した。当時のWABCは38の州にまたがる広い聴取可能エリアを誇っており、時に国外でも聞こえることがあった。その日遅くに、ビートルズの広報担当は国内外のメディアに幅広く取りざたされた噂を否定する声明を発表した。

様々な「手がかり」を駆使して語られたのは、次のような筋書きだった。遡ること3年前（1966年11月9日）、ビートルズのレコーディング中に口論を起こしたポール・マッカートニーは怒りにまかせて帰りの車を走らせた。そして自動車事故を起こし、結果的に命を落としてしまう。世間を悲しませないようビートルズは、代役にポールのそっくりさんコンテストで優勝した「ウィリアム・キャンベル」を立てることにした。

### 手がかり

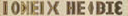
アルバム『サージェント・ペパーズ・ロンリー・ハーツ・クラブ・バンド』の中央のドラムの文字（LONELY HEARTS）に鏡を置くことで浮かび上がるメッセージ「I ONE IX HE DIE」。「I ONE」は11、「IX」は9で、「11月9日に彼は死ぬ」とも解釈できる。

マッカートニーの死につながると考えられた無数の手がかりが、ファンやこの伝説の信奉者によって伝えられている。例えば歌を逆回転のレコードで再生するとある言葉が聞こえるというものや、歌詞やアルバムカバーのイメージを死の象徴として解釈するもので、よく挙げられるのは「ストロベリー・フィールズ・フォーエバー」の最後の箇所で「"I buried Paul"（僕はポールを埋葬した）」とジョン・レノンが言っているというものである（後にマッカートニーが実際には「"cranberry sauce"（クランベリー・ソース）」という言葉だと明かしている）。他には『アビイ・ロード』のアルバムカバーが葬列の暗喩になっているという解釈もあった。「ジョン・レノンの純白の装いが牧師を思わせるだけでなくこの世のものならざる存在を象徴している。同様にリンゴ・スターの漆黒は会葬者のそれであり、ジョージ・ハリスンの清潔感のないデニム・ジーンズとシャツは墓堀人の象徴となる。そして裸足で、目をつぶっていて、しかもメンバーと歩調が合っていないポールが死体役というわけだ」。
ビートルズのアルバム『ザ・ビートルズ』に収録されている「アイム・ソー・タイアード」の歌詞にMonsieur,Monsieur,Monsieur,how about another one?(ムッシュ、ムッシュ、ムッシュもう一本いかが？)という一節がある。これを逆再生すると、ポールは死んでしまった。悲しいよ、悲しいよ、悲しいよ。になる。ビートルズの主演映画『マジカル・ミステリー・ツアー』の最終場面に階段から降りて行く際に、他のメンバーは赤色のバラを差しているのに、マッカートニーのみ黒いバラを刺している。「ア・デイ・イン・ザ・ライフ」の歌詞に噂の発端とされる自転車事故のことが描かれている。

## 反論
ビートルズの広報担当は1969年10月21日に「古臭いまったくのナンセンス」である噂を否定し、「つくり話が出回ってから2年近くになる。我々はいろいろおかしな奴らから手紙を受けとったが、ポールはいまでも健在だ」というコメントを出した。そして1969年11月7日には『ライフ』誌に当のマッカートニーの取材記事が掲載され、ついに噂は沈静化しはじめた。
| 「 | 多分この頃メディアにそれほど出てないからこういう噂が広まったんだろう。もう一生出なくてもいいぐらい出ているし、最近じゃ話すこともなくなったよ。家族と一緒にいられて幸せなんだ、働くときは働くけどね。ここ10年は常にスイッチが入った状態で切ったことはないぐらいだった。今はできるときにはなるべくスイッチを切るようにしているんだ。最近じゃ知名度も少し落ちただろう。 | 」 |

## その後
1969年10月の終わり頃までに、ポール死亡説をもとにした楽曲が複数発表された。ミステリー・ツアーの「ザ・バラード・オブ・ポール」、ビリー・シェアズとザ・オール・アメリカンズの「ブラザー・ポール」、ホセ・フェリシアーノの変名であるワーブリー・フィンスターの「ソー・ロング・ポール」である。
キャピトル・レコードの歌手テリー・ナイトは、ドラムのリンゴ・スターが途中退出した『ホワイト・アルバム』の制作現場を目撃した人物であるが、当時のビートルズに迫った解散を歌った「セイント・ポール」を1969年5月に発表している。この曲はビルボードの「バブリング・アンダー・ホット100シングル」をじりじりと上昇し、6月の後半には114位にまでなったが、数か月後にラジオ局で故ポール・マッカートニーへのトリビュート曲として注目されるとすぐに忘れられてしまった。
本説を題材にした、有名弁護士のフランシス・リー・ベイリーが司会を務めるテレビ番組が1969年11月30日にニューヨークのWWOR-TVで放送された。番組中でベイリーはフレッド・レイバーやその他の「証人」に噂についての反対尋問を行ったが、結論は視聴者の判断に委ねられた。収録に先立ってレイバーがあの記事はジョークのつもりだったと話すと、ベイリーはため息をついて「1時間の番組なんだから、それを頭に入れておいてくれよ」と答えたという。
後にレノンとマッカートニーはそれぞれ、自分たちの作品の中でポール死亡説に言及している。レノンは1971年の「ハウ・ドゥ・ユー・スリープ?」で、噂を広めた人間を「フリーク」と表現している。また、マッカートニーは1993年のライブ・アルバム「ポール・イズ・ライブ」のタイトルとジャケット写真（『アビイ・ロード』のジャケットの「隠れた手がかり」）を死亡説を逆手に取ったパロディとした。
ポール死亡説をテーマにした書籍や映画 は少なくなく、いくつもの考察が生まれただけでなく、ポップカルチャーのなかでも繰り返し言及されてきた。例えばコミックにおいては「バットマン」で1970年に死亡説がパロディとして取り上げられたことがあり、テレビアニメ「ザ・シンプソンズ」でも1990年にコメディ・タッチで描かれたことがある。カタルーニャのソープオペラ「el cor de la ciutat」の2006年のエピソードでも話題に上り、「ワイアード・イタリア」誌の2009年の記事では死亡推定時期の前後に撮られたマッカートニーの写真を比較する企画が行われた。
2010年にはフェイク・ドキュメンタリー番組「ポール・マッカートニーは本当に死んでいる－ジョージ・ハリスンの遺言？」がビデオで発売された。あの噂は本当だと語る「自称ジョージ・ハリスン」の声を収めた偽のファウンド・フッテージの音声テープを主役に据えた番組だった。